# 半田川 (徳島県)
半田川（はんだがわ）は、徳島県を流れる吉野川水系の一級河川である。

## 地理
美馬郡つるぎ町の旧半田町にある白滝山（1,526m）に源があり吉野川に注ぐ。釣りの名所でもありアユ・コイ・ハイ・ウグイ・アメゴが釣れる。

## 支流
- 井川谷川
- 東谷川
- 大藤谷川

## 自然景勝地
- 土々呂の滝

## 流域の自治体
徳島県
美馬郡つるぎ町